# Anne Vondeling
Anne Vondeling (Appelscha, 2 maart 1916 – Mechelen, 22 november 1979) was een Nederlandse politicus van de PvdA en hoogleraar. Hij was onder meer minister van Financiën en vicepremier in het kabinet-Cals en voorzitter van de Tweede Kamer.

## Opleiding en vroege carrière
Na het behalen van zijn einddiploma hbs-b aan de Rijks Hogere Burgerschool in Assen studeerde de boerenzoon tot 1940 aan de Landbouwhogeschool in Wageningen.
Van 1940 tot 1945 was Vondeling als landbouwkundig ingenieur verbonden aan de Provinciale Dienst van Friesland. Van 1945 tot 1948 trad hij op als directeur van een belastingadviesbureau. In 1948 promoveerde Vondeling aan de Landbouwhogeschool op het proefschrift De bedrijfsvergelijking in de landbouw bij prof. dr. ir. G. Minderhoud. Tijdens zijn politieke loopbaan sprak en publiceerde hij veelvuldig over landbouwkwesties en van 1960 tot 1963 was hij naast zijn Kamerlidmaatschap buitengewoon hoogleraar aan de Rijksuniversiteit Groningen in de kennis van de internationale organisaties, in het bijzonder in verband met de landbouw- en voedselpolitiek.

## Politiek
Als jongeman was Vondeling lid van de jongerenorganisatie in de Vrijzinnig-Democratische Bond. Na de bevrijding sloot hij zich aan bij de Nederlandse Volksbeweging, waar hij werd benoemd in het hoofdbestuur. In 1946 trad hij toe tot de Partij van de Arbeid, en van 1946 tot 1958 was hij lid van de Tweede Kamer voor die partij. Op 11 januari 1958 nam Vondeling in het derde kabinet-Drees (1956 - 1958) de portefeuille Landbouw, Visserij en Voedselvoorziening over van Sicco Mansholt, die Europees landbouwcommissaris was geworden. In december van dat jaar viel het kabinet echter over de belastingpolitiek van H.J. Hofstra.
Bij de vervroegde verkiezingen van 1959 keerde Vondeling terug naar de Tweede Kamer. Verder was hij van 1959 tot 1962 lid van de parlementaire assemblée van de Raad van Europa. Bij de verkiezingen van 1963 was hij lijsttrekker van de PvdA en vervolgens oppositieleider tegen het kabinet-Marijnen.
In het kabinet-Cals was Vondeling van 14 april 1965 tot 22 november 1966 minister van Financiën en viceminister-president. Van 7 maart 1969 tot 4 februari 1971 was Vondeling partijvoorzitter van de Partij van de Arbeid. In september 1970 verloor hij de strijd om het lijsttrekkerschap van de PvdA voor de Tweede Kamerverkiezingen 1971 van Joop den Uyl. 1971 was hij schaduw-minister van Onderwijs in het Schaduwkabinet-Den Uyl. Hij werd opgevolgd door André van der Louw. Van 7 december 1972 tot 17 juli 1979 was Vondeling voorzitter van de Tweede Kamer; per 17 juli werd hij lid van het Europees Parlement.

## Overlijden
Vondeling overleed op 63-jarige leeftijd in België ten gevolge van een auto-ongeluk, veroorzaakt door een spookrijder die frontaal met Vondelings voertuig in botsing kwam.

## Eerbetoon
Ter herinnering aan hem en zijn verdiensten voor de Nederlandse sociaaldemocratie heeft Joop den Uyl in 1980 de Anne Vondelingprijs voor de politieke journalistiek ingesteld. De prijs wordt jaarlijks uitgereikt aan een politieke journalist door de Stichting Anne Vondelingprijs. Deze prijs staat los van de Anne Vondeling Stichting (AVS) van de Partij van de Arbeid, waarvan Vondeling ook de naamgever is.
In Leeuwarden herinnert een standbeeld, prominent geplaatst op de zuidelijke toegang van de Kleine Kerkstraat, aan hem. Tevens is in Leeuwarden een nieuw deel van de rondweg (de Oosttangent), die ten tijde van zijn overlijden in ontwikkeling was, naar hem vernoemd. De Vondelingkamer in het gebouw van de Tweede Kamer is tevens naar hem vernoemd.

## Onderscheidingen
- Ridder in de Orde van de Nederlandse Leeuw (2 december 1958)
- Commandeur in de Orde van Oranje-Nassau (5 december 1966)
- Grootofficier in de Orde van Oranje-Nassau (17 augustus 1974)
- Commandeur in de Orde van de Nederlandse Leeuw (28 juni 1979)

## Naam
Zijn familienaam 'Vondeling' werd oorspronkelijk gegeven aan zijn overgrootvader Adam Vondeling (1818-1893), die als vondeling in een aardappelveld in het Friese Wijnjeterp (gemeente Opsterland) werd gevonden.
- Biografisch Portaal: 05638249
- Digitale Bibliotheek voor de Nederlandse Letteren: vond004
- Gemeinsame Normdatei: 1141635380
- International Standard Name Identifier: 0000 0003 8584 1150
- Library of Congress Control Number: n79134077
- Nederlandse Thesaurus van Auteursnamen: 071424431
- Parlement.com: vg09llc57er4
- Système universitaire de documentation: 164754113
- Virtual International Authority File: 244615304
- WorldCat: E39PBJqk9wFwy3gGRXjJhtwBfq